# رالف ترومن
رالف ترومن (انگلیسی: Ralph Truman؛ ۷ مه ۱۹۰۰–۱۵ اکتبر ۱۹۷۷) هنرپیشه اهل کشور بریتانیا بود.

## فیلمشناسی
- هنری پنجم
- جزیره گنج
- مردی که زیاد می‌دانست
- نیکلاس و الکساندرا
- الیور توئیست
- کجا می‌روی
- ال سید
- کریستف کلمب
- خروج